# Aage Colding

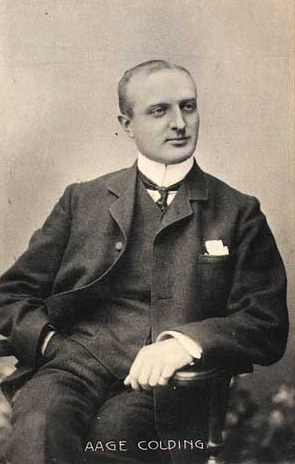
Aage Colding.

Aage Emil August Colding, född 23 augusti 1869 i Köpenhamn, död 27 september 1921, var en dansk skådespelare.

## Filmografi (urval)
- 1912 – Kärlekens offer
- 1912 – Guldgossen